# Luis Medina Barrón

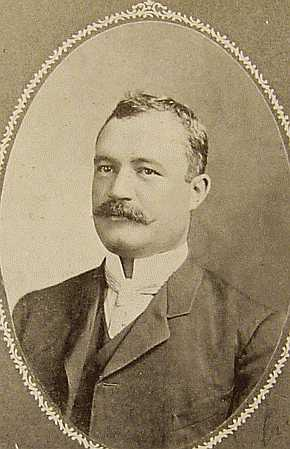
Luis Medina Barrón

Luis Medina Barrón (Jerez, 30 september 1873 - Mexico-Stad, 27 april 1937) was een Mexicaans militair.
Medina Barrón was afkomstig uit de staat Zacatecas. Tijdens het Porfiriaat vocht hij in het Mexicaanse leger tegen meerdere indianenopstanden en in 1910-1911 tegen de Mexicaanse Revolutie. In 1913 steunde hij de staatsgreep van Victoriano Huerta en werd militair bevelhebber van zijn geboortestaat. In juni 1913 verdedigde hij Zacatecas toen deze stad werd aangevallen door de revolutionairen van Pánfilo Natera. Toen de troepen van Pancho Villa in steun van Natera de aanval op Zacatecas opende zag hij zich gedwongen de stad op te geven.
Na de val van Huerta vocht Barrón aan de zijde van de contrarevolutionairen van Félix Díaz in de staat Veracruz. In 1920 accepteerde hij het plan van Agua Prieta en legde de wapens neer. In de jaren '20 en 30 vervulde hij een aantal diplomatieke functies. Hij overleed in 1937.